# Platyrrhinus matapalensis
Platyrrhinus matapalensis (Velazco, 2005) è un pipistrello della famiglia dei Fillostomidi diffuso nell'America meridionale.

## Descrizione

### Dimensioni
Pipistrello di piccole dimensioni, con la lunghezza della testa e del corpo tra 56 e 65 mm, la lunghezza dell'avambraccio tra 37 e 39 mm, la lunghezza del piede tra 10 e 13 mm, la lunghezza delle orecchie tra 16 e 19 mm e un peso fino a 20 g.

### Aspetto
La pelliccia è di lunghezza media con i singoli peli dorsali bicolori. Le parti dorsali sono marroni chiare, con una striscia dorsale sottile ma visibile più chiara che si estende dalla zona tra le spalle fino alla groppa, mentre le parti ventrali sono brunastre. Il muso è corto e largo. La foglia nasale è ben sviluppata e lanceolata. Due strisce bianche sono presenti su ogni lato del viso, la prima si estende dall'angolo esterno della foglia nasale fino a dietro l'orecchio, mentre la seconda parte dell'angolo posteriore della bocca e termina alla base del padiglione auricolare. Sono presenti 2 lunghe vibrisse sulle guance. Le orecchie sono larghe, triangolari, ampiamente separate e con diverse pieghe poco marcate sulla superficie interna. Il trago è piccolo ed appuntito. Le ali sono attaccate posteriormente alla base dell'alluce. I piedi sono ricoperti di sparsi e corti. È privo di coda. L'uropatagio è ridotto ad una sottile membrana lungo la parte interna degli arti inferiori, con il margine libero densamente frangiato e a forma di V o U rovesciata. Il calcar è corto.

## Biologia

### Alimentazione
Si nutre di frutta.

## Distribuzione e habitat
Questa specie è diffusa nell'Ecuador occidentale e nel Perù nord-occidentale.
Vive nelle foreste primarie e secondarie fino a 800 metri di altitudine.

## Conservazione
La IUCN Red List, considerato che questa specie vive in un tipo di habitat in rapido declino di circa il 30% ogni 10 anni, classifica P.matapalensis come specie prossima alla minaccia di estinzione (Near Threatened).